# Sân bay Surat
Sân bay Surat Gujarat là một sân bay nội địa (IATA: STV, ICAO: VASU), tọa lạc ở Magdala, gần Surat ở phía tây Ấn Độ, bang Gujarat
Tổng diện tích sân bay này là 312 ha. Sân đỗ: 60 x 90 m, đường lăn: 23 x 200 m, đường băn dài 1550 m và sẽ được kéo dài 2250 m tháng 12 năm 2008. Sân bay này là một kết quả của các cuộc đấu tranh của Surtis để có một sân bay quốc tế ở Surat, và đã kết thúc bằng một thỏa hiệp - thiết lập một sân bay nội địa. Sân bay này được khánh thành ngày 6 tháng 5 năm 2007 với chuyến bay bằng Airbus 319 của Indian Airlines từ Delhi.

## Các hãng hàng không và các tuyến điểm
- Air India
  - cung cấp bởi Indian Airlines (Delhi)
- Kingfisher Airlines (Ahmedabad, Kandla)